# Nakajima G10N
Nakajima G10N «Fugaku» (яп. 富岳 — Морской экспериментальный тяжёлый бомбардировщик «Фугаку», Гора Фудзи) — проект тяжёлого бомбардировщика сверхдальнего радиуса действия Императорского флота Японии периода Второй мировой войны.

## История создания
Командование ВВС Императорского флота Японии в рамках «Проекта Z» выдавало заказ на разработку тяжёлого бомбардировщика дальнего радиуса действия, способной достичь западного побережья США. Первым самолётом, разработанным в 1941 году в рамках этого проекта, был Nakajima G5N — бомбардировочный вариант американского транспортного самолёта Douglas DC-4E. Проект завершился неудачно, самолёт G5N использовался как транспортный.
В 1942 году фирма Nakajima начала проектирование нового сверхтяжёлого самолёта. Самолёт должен был быть оснащен шестью двигателями Nakajima Ha-54-01 мощностью 5000 л. с. каждый, иметь мощное защитное вооружение и нести бомбовую нагрузку до 20 000 кг. Длина самолёта должна была составлять около 40 м, размах крыла — 60-70 м, взлетная масса — 125—160 тонн.
В 1943 году флот заинтересовался разработкой и сформулировал технические требования, установив максимальный потолок в 15 000 м. Проект получил название «Морской экспериментальный тяжелый бомбардировщик „Фугаку“» (или G10N). Но двигатели Nakajima Ha-54-01 ещё только находились в стадии разработки, и реально могли быть запущены в производство в 1946 году. Поэтому конструкторы решили использовать двигатели Nakajima NK11A мощностью 2 500 л. с. С ними самолёт должен был развивать скорость 680 км/ч на высоте 10 000 м и нести бомбовую нагрузку 5 000 кг.
В 1943 году на заводе фирмы Nakajima в городе Митака началось строительство стапелей и элементов конструкции самолёта. Но весной 1944 года, когда ВВС срочно были нужны производственные мощности для выпуска истребителей, «Проект Z» был закрыт. Работы по G10N были прекращены, а готовые узлы самолёта отправлены на слом.

## Технические характеристики

### Технические характеристики
- Экипаж: 7-8 человек
- Длина: 40,00 м
- Высота: 8,80 м
- Размах крыла: 63,00 м
- Площадь крыла: 330,00 м²
- Масса пустого: 42 000
- Масса снаряженного: 122 000 кг
- Двигатели: 6 x Nakajima Ha-54-01
- Мощность: 5 000 л. с. каждый

### Лётные характеристики
- Максимальная скорость: 780 км/ч
- Крейсерская скорость: 620 км/ч
- Практическая дальность: 19 400 км
- Практический потолок: 15 000 м

### Вооружение
- Пушечное: 10 × 20-мм пушек «Тип 99»

- Бомбовая нагрузка: до 20 000 кг бомб